# Фидлер, Тадеуш
Тадеуш Фидлер (1858—1933) — польский ученый, профессор теории теплотехнического машиностроения, который дважды был ректором Львовской Политехники, в то время Высшей политехнической школы, в 1902—1903, 1911—1912 годах.

## Краткая биография
Родился в 1858 году в г. Санок.
В 1876 году окончил Львовскую реальную школу. Учился на химическом отделе Политехники, впоследствии окончил механический отдел. Ассистент кафедры механических технологий.
С 1883 года — инженер-механик австрийского морского флота.
В 1892 году был приглашен на должность профессора в Политехнику.
С 1894 года — руководитель кафедры теории и строения машин в Берлине (где перед тем прошел математический курс).
В 1896—1897 учебном году — декан.
В 1898 году основал Механическую опытную станцию, которой руководил 25 лет.
В 1907 г. организовал калориметрическую лабораторию (последняя впоследствии стала основой будущей машиностроительной лаборатории), которую возглавлял с 1913 по 1925 год.
Дважды избирался ректором Высшей политехнической школы (сейчас Национальный университет «Львовская политехника»), а именно в 1902—1903, 1911—1912 годах.
Профессор Фидлер был одним из пионеров строительства новейших научных лабораторий и учреждений.
Автор многочисленных научных публикаций, учебников. Член многих научных обществ; редактировал «Czasopismo Techniczne». В 1928 г. получил титул почётного профессора. Был прекрасным лектором, общественным деятелем.
Умер в Мосцицах в 1933 году.

## Научная деятельность
В 1876 г. был зачислен на химический факультет Львовской политехники, где учился два года, а позже перевелся на механический факультет, который окончил за два года. После окончания Львовской политехники работал ассистентом. С 1883 г. инженер—механик австрийского Военного-морского флота. В 1892 г. был приглашен на должность профессора Львовской политехники, стажируется в Берлине. В 1898 г. проф. Т. Фидлером создано во Львовской политехнике научно-исследовательскую станцию механики. В эти годы он читал большинство курсов кафедры, в частности «Термодинамика», «Теория газовых двигателей» и др. В 1909 г. под его руководством была создана калориметрическая лаборатория. В 1913 г. профессор Т. Фидлер был инициатором строительства механического (теперь 10-го учебного) корпуса. Во время Первой мировой войны эти работы были прекращены и закончены только в 1925 г. В 1929 г. профессор Т. Фидлер вышел на пенсию, а заведующим кафедрой временно стал профессор Роман Виткевич, который фактически руководил кафедрой до 1934 г.